# Mistral AI
Mistral AI е френски технологичен стартъп, създаден през пролетта на 2023 г.
Компанията се фокусира върху изкуствения интелект и разработва редица модели, някои безплатни, други – платени. Част от тях са оптимизирани за решаване на сложни задачи, за разсъждение, за анализиране на изображения и т.н. Платените версии предлагат неограничен достъп до повече функционалности.
На 6 февруари 2025 г. пуска специално мобилно приложение за чатбота си – Le Chat, което светкавично става първенец по изтегляния от App Store във Франция.
Mistral AI си партнира с редица организации с цел внедряване на изкуствения интелект.